# DFT (motorfiets)
DFT is een merk van trikes.
De bedrijfsnaam is DFT Inc., Addison (Illinois).
DFT is een Amerikaans bedrijf dat trikes maakt op basis van Harleys en Honda-GoldWings.